# Helt ärligt
Helt ärligt var ett svenskt direktsänt samhällsprogram som sändes i TV 4 klockan 21.00–21.55 respektive 20.00–20.30 mellan den 19 juli och den 15 december 2004 i två säsonger om sju respektive sex avsnitt. Programledare var Linda Nyberg, och programbeskrivningen löd: "Programmet tar upp dagsaktuella ämnen som berör och kittlar. Samtal och diskussioner varvas med reportage och intervjuer med aktuella och kända personer." Den första säsongen av programmet repriserades nattetid i samma kanal mellan den 18 juli och den 29 augusti 2005.